# Семенниково (Красноярский край)
Семенниково— село в Ермаковском районе Красноярского края , административный центр Семенниковского сельсовета.

## География
Село находится примерно в  13 километрах по прямой на юго-запад от районного центра села Ермаковское.

## Климат
Климат резко континентальный с холодной продолжительной зимой и коротким жарким летом. Средняя многолетняя годовая температура воздуха составляет – 2 градуса, наиболее теплым является июль, наиболее холодным - январь. Наблюдаются значительные температурные абсолютные минимумы и максимумы: температура воздуха в декабре может опуститься до –50,4 °С, а в мае подняться до +30 °С.

## История
Село основано в конце XIX века переселенцами. В советское время работали  колхоз имени Кирова и им.Ленина.

## Население
| 1989 | 2002 | 2010 | 2012 | 2013 | 2014 | 2015 |
| ---- | ---- | ---- | ---- | ---- | ---- | ---- |
| 883  | ↗895 | ↘764 | ↘712 | →712 | ↘707 | ↗713 |
| 2016 | 2017 |      |      |      |      |      |
| ↘707 | ↘692 |      |      |      |      |      |

Постоянное население составляло 895 человек в 2002 году (96% русские),  764 в 2010.

## Инфраструктура
В селе есть средняя школа, фельдшерский пункт, детский сад, библиотека, дом культуры, почта.